# Leopoldo Cintra Frías
Leopoldo Cintra Frías, també conegut pel malnom de «Polo» o «Polito», (Yara, 17 de juliol de 1941) és un militar i polític cubà, Ministre de les Forces Armades Revolucionàries de Cuba. També és membre del Buró Polític del Partit Comunista de Cuba i del Consell d'Estat. Té l'alta distinció d' Heroi de la República de Cuba.

## Joventut
Va néixer a la ciutat de Yara el 17 de juliol de 1941. El seu pare era un camperol que posseïa una finca, una tenda-bar i una fleca. Va militar en l'Agrupació de Joves Esperanza de la Fraternitat, que era l'aparell juvenil de la maçoneria, on començaven a conspirar contra la dictadura de Fulgencio Batista.

## Revolució
S'incorpora a la Revolució Cubana en l'Exèrcit Rebel a l'edat de 12 anys en novembre de 1957, després d'assabentar-se per la revista Bohemia del desembarcament del Granma. Les seves primeres accions van ser les de vendre bons i la de distribuir en una camioneta pa i portar gent a la serra. Posteriorment va ingressar a la tropa de Crescencio Pérez, on només va estar tres mesos. Després del segon combat de Pino del Aigua va passar a la Columna 1 sota les ordres de Pepín Quiala, que havia estat manat per Frank País de reforç a la Sierra Maestra. Posteriorment es va unir a la Comandància de la Columna 1 José Martí, que estava directament sota les ordres de Fidel Castro, on va romandre fins al final de la guerra.
Va formar part dels rebels que van acompanyar Fidel Castro en el seu recorregut des de la província d'Oriente fins a l'Havana, coneguda com la Caravana de la Llibertat, i va acabar la guerra amb el grau de tinent. Fidel Castro el va ascendir a capità després d'una batussa entre rebels en el campament de Managua. Després de participar en operacions a Pico Turquino, va ser nomenat cap d'una Columna d'artilleria.
En 1960 va ser enviat a Txecoslovàquia a estudiar artilleria amb la finalitat d'aprendre el maneig del canó autopropulsat SU-100 i la conducció de tancs. Al seu retorn a Cuba va ser nomenat cap de la Brigada d'Artilleria 1900, de Caimito. Al següent any va ser cap de la Divisió d'Infanteria 1270 i després al capdavant de la Artilleria. En 1964 va concloure els seus estudis a l'Escola Bàsica Superior i cinc anys més tard va passar el Curs Acadèmic Superior des del punt de vista militar i en 1982 es va graduar en comandament i estat major de nivell operatiu-estratègic en l'Acadèmia de l'Estat Major General de la Unió Soviètica.
Va ser des de 1990 Cap de l'Exèrcit Occidental cubà, un dels tres comandaments regionals, encarregat de la defensa on es troba la ciutat de l'Havana. El general Cintra va conduir una gran unitat de tancs cubans a Angola i Etiòpia (1978). Va estar en tres ocasions en Angola, l'última en 1989, on va comandar el front sud, i va dirigir les forces cubanes en el terreny durant la batalla de Cuito Cuanavale i les accions posteriors, en les quals tots dos bàndols es van adjudicar la victòria. Aquestes victòries conjuntes de tropes cubanes, angoleses i del SWAPO van decidir les posteriors converses de pau multilaterals, amb EUA com a "mediador", i el resultat del qual van ser: la independència de Namíbia, la retirada sud-africana de Angola, el retorn a casa de les tropes cubanes i l'acceleració en la pràctica de la fi de l'apartheid. Cintra Frías va formar part de la delegació cubana en aquestes converses. El seu paper en aquesta etapa de la guerra va ser elogiat pel president cubà Fidel Castro.
Al seu retorn a Cuba va continuar sent cap de l'Exèrcit Occidental. En 2001 va ser ascendit al grau de General de Cos d'Exèrcit.

## Ministeri
Des de octubre de 2008 va ocupar el càrrec de Viceministre Primer del Ministeri de les Forces Armades Revolucionàries. Després de la mort del ministre Julio Casas Regueiro va ser nomenat nou titular del ministeri el 9 de novembre de 2011.